# 75. poljska artilerijska brigada (ZDA)
75. poljska artilerijska brigada (izvirno angleško 75th Field Artillery Brigade) je bila poljska artilerijska brigada Kopenske vojske Združenih držav Amerike.